# Пехт, Фридрих
Август Фридрих Пехт (нем. August Friedrich Pecht; 2 октября 1814, Констанц — 24 апреля 1903, Мюнхен) — германский художник, исторический живописец и портретист, литограф, а также искусствовед и научный писатель и редактор в области искусствоведения.

## Биография
Родился в семье литографа и первые уроки живописи и литографии получил от своего отца. В 19-летнем возрасте поступил учиться в Мюнхенскую академию художеств. В 1833 году стал помощником Франца Ганфштенгля, вместе с которым в 1835 году переехал в Дрезден. С 1839 года на протяжении двух лет работал вместе с Полем Деларошем в Париже, в 1839 году вступил в масонскую ложу в Лейпциге. В 1841 году возвратился в Мюнхен, став свободным художником, и до 1844 года жил попеременно в нём и в Констанце. С 1844 по 1847 год жил в Лейпциге и Дрездене, а затем на протяжении почти двух лет во Франкфурте. В 1852 году женился, в браке имел дочь. В 1851—1852 и 1853—1854 годах предпринимал длительные поездки в Италию и оба раза проводил много времени в Риме, изучая древние памятники. В 1854 году вернулся в Мюнхен и остался там до конца жизни. С 1854 года фактически больше не рисовал и сотрудничал в издании Augsburger Allgemeine Zeitung, в том числе делая для него репортажи о европейских художественных выставках. В 1874 году скончалась его жена. В 1885 году возглавил авторитетное и популярное искусствоведческое издание «Die Kunst für Alle». Кроме того, до конца жизни сотрудничал в целом ряде изданий и всего написал более 1500 статей по искусству.
В последний период жизни стал известен как живописец так называемого литературного жанра, то есть изображений сцен из сочинений знаменитых немецких писателей или из их жизни. Среди его картин наиболее известны: «Гёте, читающий отрывок своего Фауста перед великогерцогским двором в Карлсруэ» (находилась в музее этого города), «Прием Шиллера в Мангейме после представления его Разбойников», «Первое появление Гёте при Веймарском дворе», «Генрих VIII и Анна Болейн у кардинала Вольсея» и «Взятие Венеции в 1849 г.».
Одинаково хорошо владея и кистью, и карандашом, он изготовил больше половины всего количества рисунков, изданных в «Шиллеровской галерее» (Лейпциг, 1859), иллюстрировал «Гётевскую галерею» (1863), «Галерею Лессинга» и вместе с другими — «Шекспировскую галерею», причём составил также текст, сопровождающий эти последние издания. Позже им были написаны в одной из зал мюнхенского Максимилианеума двенадцать изображений полководцев и государственных людей и в сотрудничестве с Фр. Шверером украшена фресками «Советская зала» в Констанце (эпизоды из истории этого города). По окончании двух последних работ Пехт посвятил себя исключительно написанию научных работ. В своих журнальных статьях и в отдельно изданных сочинениях он выступал образованным художественным критиком, однако, согласно оценке ЭСБЕ, «не всегда достаточно объективным и нелицеприятным, чересчур проникнутым немецкой патриотической тенденцией»; последнее особенно явно проявилось во время Франко-прусской войны.
Главные труды его авторства: «Südfrüchte, Skizzenbuch eines Malers» (Лейпциг, 1854), «Berichte über Kunst und Kunstindustrie auf Weltausstellungen von 1873 (Wien) und 1878 (Paris)», «Deutsche Künstler des XIX Jahrhunderts» (Нёрдлинген, 1877—1884), «Geschichte der Münchener Kunst im XIX Jahrhunderts» (Мюнхен, 1888) и «Aus meiner Zeit, Lebenserianerungen» (Мюнхен, 1894). Написал несколько статей для «Allgemeinen Deutschen Biographie».